# ناپایمیوت (آلاسکا)
ناپایمیوت (به انگلیسی: Napaimute) یک منطقهٔ مسکونی در ایالات متحده آمریکا است که در منطقه آماری بتل واقع شده‌است. ناپایمیوت ۲ نفر جمعیت دارد.